# Zuidelijke hoekkopagame
De zuidelijke hoekkopagame (Lophosaurus spinipes) is een reptiel uit de familie agamen (Agamidae).

## Naam en indeling
De wetenschappelijke naam van de hagedis werd voor het eerst voorgesteld door André Marie Constant Duméril en Gabriel Bibron in 1851. Oorspronkelijk werd de naam Lophyrus spinipes  gebruikt. De agame behoorde vroeger tot het geslacht Gonyocephalus en later lange tijd tot het geslacht Hypsilurus. Onder de wetenschappelijke naam Hypsilurus spinipes is de soort in veel literatuur bekend.

## Uiterlijke kenmerken
Zoals de naam al zegt heeft deze hagedis een hoekige kop, met een hoge kam op de nek en de rug en een lange staart. De lichaamslengte bedraagt 20 tot 33 centimeter inclusief de staart. De kopromplengte bedraagt ongeveer elf centimeter, de staart is langer dan het lichaam.

## Levenswijze
Het voedsel van deze in bomen levende agame bestaat uitsluitend uit insecten, die met een snelle uitval worden gegrepen. Als de hagedis een belager opmerkt, verstart hij in zijn houding zodat de predator hem niet ziet. Helpt dit niet, dan rent hij met behulp van de lange tenen en klauwen razendsnel een boom in.
De eieren worden in een kuiltje gelegd in de aarde of de strooisellaag. De vrouwtjes kunnen in de zomer, die in Australië begin december begint, in grote aantallen worden aangetroffen langs wegbermen om hun eieren af te zetten.

## Verspreiding en habitat
Deze soort komt endemisch voor in de wouden van Australië. De agame komt alleen voor in de deelstaten Queensland en New South Wales. De hagedis staat bekend als plaatselijk algemeen voorkomend.
De habitat bestaat uit tropische bossen en vochtige sclerofylle bossen.

## Beschermingsstatus
Door de internationale natuurbeschermingsorganisatie IUCN is de beschermingsstatus 'veilig' toegewezen (Least Concern of LC).